# Apteropeoedes centralis
Apteropeoedes centralis är en insektsart som beskrevs av Marius Descamps 1971. Apteropeoedes centralis ingår i släktet Apteropeoedes och familjen Euschmidtiidae. Inga underarter finns listade i Catalogue of Life.